# Мелчхи
Мелчхи или Мелчу-Хе (чечен. Мелчхе) — селo в Гудермесском районе Чеченской Республики. Административный центр Мелчхинского сельского поселения.

## География
Село расположено у федеральной автотрассы «Кавказ» (Р-217), в 4 км к юго-востоку от районного центра — Гудермес и в 41 км к востоку от города Грозный.
Ближайшие населённые пункты: на северо-западе — город Гудермес и село Новый Беной, на севере — село Шуани, на северо-востоке — село Кади-Юрт, на востоке — село Гордали-Юрт, на юго-востоке — сёла Ойсхара и Нижний-Нойбер и на юго-западе — село Иласхан-Юрт.

## Население
| 1990  | 2002  | 2010  | 2012  | 2013  | 2014  | 2015  |
| ----- | ----- | ----- | ----- | ----- | ----- | ----- |
| 1674  | ↗2234 | ↗2859 | ↗3001 | ↗3056 | ↗3139 | ↗3211 |
| 2016  | 2017  | 2018  | 2019  | 2020  | 2021  | 2023  |
| ↗3289 | ↗3356 | ↗3396 | ↗3469 | ↗3546 | ↗4070 | ↗4116 |
| 2024  |       |       |       |       |       |       |
| ↗4214 |       |       |       |       |       |       |

Национальный состав
По данным Всероссийской переписи населения 2010 года:
| № | Национальность | Численность, чел. | Доля    |
| - | -------------- | ----------------- | ------- |
| 1 | чеченцы        | 2 856             | 99,90 % |
| 2 | другие         | 3                 | 0,10 %  |

В 1883 году в ауле Истису числилось 449 дворов, в которых проживало 2097 человек. Национальность — чеченцы.

## История

### V—VIII века
На территории восточной части Чечни имеется группа из 9 катакомбных могильников, средико которых могильник данного селения, дотируемый V—VIII веками.

### XVIII век
Во второй половине XVIII века (1770-е гг.) немецкий исследователь И. А. Гюльденштедт указал Исти-су среди общего числа собственно кистинских селений.
По сведениям чеченского историка Явуса Ахмадова основателями селений — Кошкельды, Курчи-аул, Науруз-аул, Нойбёра, Ойсунгур и Истесу являлись нахчмахкоевские тайпы — аллерой, айткхаллой, бильтой, беной, гордалой, курчалой, сесаной, харачой, цонтарой, чартой, энгеной и шуоной. Естествоиспытатель и путешественник И. А. Гильденштедт также назвал Истесу кистинским.
В 1820 году для укрепления левого фланга Кавказской линии и для защиты от набегов чеченцев на земли Аксайского княжества и к городу Кизляр, в бывшей калчалыковской «деревне» Горяченской (Истису) русским военным командованием было построено военное укрепление — Неотступный стан.
В 1821 году качкалыкские аулы Исти-Су, Ойсунгур и другие, в ходе военного похода были истреблены полковником Грековым
Современное селение было основано в 1831 году. В энциклопедии Брокгауза и Ефрона писалось об ауле Истису, следующее:

Истису аул — аул на пограничной черте между Большой Чечнёй и Кумыкской плоскостью. Осенью 1854 г. Шамиль, рассчитывая на ослабление русских сил на Кавказской линии вследствие Восточной войны, вознамерился нанести нам в этих местах крупный удар, чтобы восстановить пошатнувшееся влияние своё на горцев. Кроме того, он хотел наказать сам аул И., куда стекались отпавшие от него чеченцы, переселившиеся со своими семьями под защиту наших укреплений. Вместе с тем овладение этим аулом доставило бы горцам свободный прорыв на Кумыкскую плоскость до самого Терека. Собрав огромное скопище, преимущественно состоявшее из жителей Дагестана, Шамиль, пользуясь лесистой местностью, 3 октября незаметно подошёл к И., защитой которому служили только два редута, занятые ротой кабардинского полка. Внезапная атака несравненно превосходных сил противника грозила этой роте и жителям аула величайшей опасностью, от которой они были спасены лишь необычайно быстрым прибытием отряда барона Николаи, только в этот день пришедшего в ближайшее к И. укрепление — Куринское. Хотя отряд этот сравнительно и был ничтожен, но неожиданность его появления и боевые ракеты, врезавшиеся в густые толпы, произвели страшное смятение между горцами, которые благодаря местности не могли заметить, что силы наши крайне малы. Картечь прибывших затем 4 орудий довершила расстройство противника, воспользовавшись которым защитники редутов сделали вылазку и вытеснили ворвавшихся в И. горцев за ограду аула. Конница неприятельская, атакованная казаками, обратилась в бегство, а за ней вскоре последовали и пешие толпы. Победа эта значительно укрепила политическое положение наше на Кавказе. — Энциклопедический словарь Ф.А. Брокгауза и И.А. Ефрона. — С.-Пб.: Брокгауз-Ефрон. 1890—1907

### XX век
С 1944 по 1958 года, в период депортации чеченцев и ингушей и упразднения Чечено-Ингушской АССР, село носило название — Горячий Ключ.
Постановлением Президиума Верховного Совета ЧИАССР от 14 августа 1989 года село было переименовано в Мелчу ху.

## Тайпы
Тайповый состав села:
- гордалой.
- сесаной,
- айткхаллой,
- билтой,
- гезалой,
- гумакий.

## Религия
В селе действуют три мечети:
- Центральная Джума-мечеть
- Мечеть им. Маа-Хаджи
- Мечеть им. Вайсерт М-Х.

## Инфраструктура
Инфраструктура
- МБОУ «Мелчхинская средняя школа»
- ГБДОУ Детский сад № 1 «Ручеёк»

Здравоохранение
- МБУ Фельдшерско-акушерский пункт

Культура
- МУК Сельский Дом культуры

## Экономика
- ГУП Госхоз «Мелчхинский»

## Улицы
Улицы села:
| - А-Х. Кадырова, - Автомобильная, - Переулок Второй, - Грозненская, - Гудермесская, - Крайняя, - М-Х. Вайсерт, - Мелчхинская, | - Молодёжная, - Ореховая, - Переулок Первый, - Предгорная, - Переулок Пятый, - Садовая, - Северный, - Переулок Седьмой | - Тракторная, - Переулок Третий, - Центральная, - Переулок Четвёртый, - Переулок Шестой, - Школьная, - Шоссейная. |